# Constantino Perales
Constantino Perales del Río (n. 26 de noviembre de 1923 - † 25 de abril de 2020) fue un futbolista peruano que jugó en los comienzos del fútbol profesional de ese país, al igual que en el colombiano. Es considerado uno de los mejores defensas extranjeros de la historia del fútbol mexicano.
Formó parte de una familia de jugadores, junto a su hermano Agapito y Enrique fueron conocidos como los ‘Hermanos coraje de Ica”.

## Trayectoria
Debutó en Primera División en Deportivo Municipal, en 1941 demostrando un estilo diferente al conocido hasta entonces; movimientos seguros, buena ubicación en el área y la facilidad con la que cortaba los centros lo hicieron distinguirse del resto de sus colegas.
En 1949 emigró al Independiente Medellín, equipo que había debutado en el futbol profesional de ese país un año antes. Con el Grande del Monte disputó 84 partidos, siendo el cuarto defensas con más presencias en el club y siendo hasta el día de hoy recordado en el club colombiano.
En 1952 regresó al Deportivo Municipal, permaneciendo hasta mediados de 1953.
En 1953 fue transferido a CD Oro, equipo donde jugó hasta 1957. Luego arribó a Club León, club en el que se convirtió en un ídolo y se retiró justamente ahí del fútbol profesional, en 1962 precisamente, después de 10 años en el fútbol grande de México.
Elemento importante durante la década de los 50, fue un jugador que labró su nombre en la historia del "Esmeraldas", en una de las épocas más gloriosas del equipo, compartiendo el vestidor con la generación que venía desde finales de los 40, logrando títulos y engrandeciendo la historia del equipo de sus amores.
Además, entre 1945 y 1946, jugó 2 partidos en la Selección Nacional, participando en dos encuentros amistosos.
Perales, recordado como un recio defensor en México, decidió quedarse a vivir en León y con los años encabezó a la comunidad peruana, ganándose el aprecio de sus paisanos y de la sociedad en general.
Falleció el 24 de abril de 2020 a causa de muerte natural, era uno de los veteranos de los futbolistas de antaño que se mantuvo activo.

## Clubes
| Club                   | País     | Año       |
| ---------------------- | -------- | --------- |
| Deportivo Municipal    | Perú     | 1941-1948 |
| Independiente Medellín | Colombia | 1949-1951 |
| Deportivo Municipal    | Perú     | 1952-1953 |
| CD Oro                 | México   | 1953-1957 |
| Club León              | México   | 1957-1962 |